# دفع ثماني العجلات

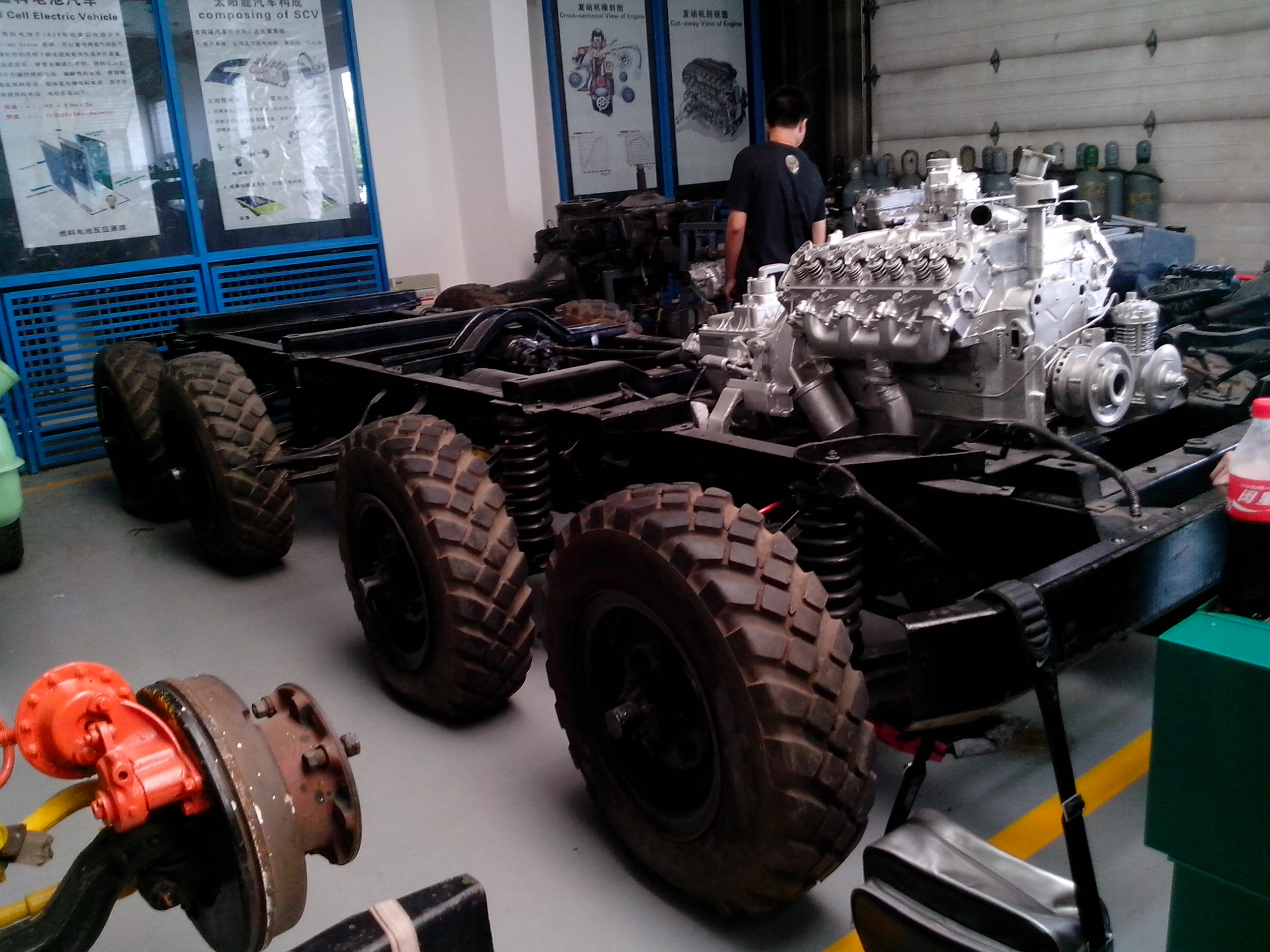
هيكل سيارة 8 × 8

الدفع ثماني العجلات، ويرمز إليه غالبًا بـ8WD أو 8×8، هو نظام دفع يسمح لجميع العجلات الثماني في المركبة ذات الثماني عجلات بأن تعمل كعجلات قيادة في الوقت نفسه. وعلى عكس أنظمة الدفع الرباعي، يقتصر هذا التكوين بشكل كبير على المركبات الثقيلة المخصصة للطرق الوعرة والمركبات العسكرية، مثل المركبات المدرعة، وحدات الجرارات، أو المركبات المخصصة لجميع التضاريس مثل مركبة آرغو أفينجر [الإنجليزية].

## مبدأ العمل
عند تزويد المركبة بثماني عجلات، فإن جميع العجلات تعمل كعجلات قيادة بشكل افتراضي. أما إذا كانت تحتوي على اثنتي عشرة عجلة – مع وجود زوجين مزدوجين من العجلات على كل محور خلفي – فإن جميع العجلات تكون أيضًا مدفوعة، لكن التصنيف 8×8 يظل معتمدًا. في حالات استثنائية، يتم تزويد المحاور الأمامية بعجلات مزدوجة، كما هو الحال في مركبة Sterling T26. ومع ذلك، تُفضل العجلات الفردية على كل محور في التطبيقات العسكرية عمومًا، حيث تُعطى الأولوية للجر والتنقل على الحمولة. في بعض المركبات، مثل شاحنات الإنقاذ أو وحدات الجر الثقيلة، تكون الإطارات الخلفية أعرض مقارنة بالأمامية.
تُعد شاحنات 8×8 الثقيلة والجرارات الثقيلة عناصر أساسية في كل من الاستخدامات العسكرية والتجارية. فهي تُستخدم لنقل الدبابات والجرارات المدفعية، بالإضافة إلى نقل المعدات الثقيلة وقطع الأشجار، سواء على الطرق أو في التضاريس الوعرة. غالبية شاحنات الدفع الثماني تحتوي على محورين أماميين ومحورين خلفيين، حيث يتولى الزوج الأمامي وظيفة التوجيه. وفي بعض الحالات، يستخدم محور أمامي واحد وثلاثة محاور خلفية (ترتيب ثلاثي)، مثل ناقلة الدبابات Oshkosh M1070، حيث يتم عادة استخدام المحور الأمامي والمحور الخلفي للتوجيه. كما توجد ترتيبات محاور أخرى، مثل تلك الموجودة في مركبة ZIL-135.
تعتمد العديد من المركبات المدرعة ذات الدفع 8×8 على توزيع متوازن للمحاور، والتي غالبًا ما تكون مزودة بتعليق مستقل. كما تتميز المركبات المدرعة الأحدث بنظام توجيه للمحور الخلفي لتحسين قدرة المناورة.

يمكن تشغيل الدفع فقط على المحورين الخلفيين عند السير على الطرق المعبدة في كل من الشاحنات والمركبات المدرعة، مما يقلل من الإجهاد الواقع على نظام الدفع، ويُطيل عمر الإطارات، ويحسن كفاءة استهلاك الوقود.